# Athanase II de Naples
Pour les articles homonymes, voir Athanase.
Athanase II de Naples (mort en 898), évêque de Naples en 875 puis duc de Naples de 877/878 à sa mort. 

## Biographie
Athanase ou Athanasius II est le fils cadet du duc Grégoire III de Naples (850-870) et le frère de Serge II de Naples (870-877). Il est élu évêque de Naples en 875 après la mort de son oncle l'évêque Athanase Ier.
Après le couronnement impérial de Charles le Chauve en 875 le pape Jean VIII décide d'intervenir dans le sud de l'Italie pour combattre la menace musulmane. Il obtient la soumission de Guaifer de Salerne alors que le duc Serge II de Naples persiste dans son alliance avec les Sarrazins. En 876 un synode Romain condamne et excommunie le duc Serge II de Naples qui comme le prince de Bénévent était resté l'allié des Sarrazins et qui bravait les anathèmes de l'église. Le Pape fait exécuter 25 prisonniers napolitains et reproche par sa lettre du 29/08 ou 9/9 876 à  l'évêque Athanase II sa compromission et de ne pas avoir ramené à la raison le duc persécuteur de l'évêque Athanase Ier. Athanase II se rallie alors au pape Jean VIII et après la défaite de son frère Serge II face à Guaifer de Salerne il fomente une révolte en 877/878, capture son frère, se proclame duc et envoie Sergius préalablement aveuglé, captif à Rome. Les  pouvoirs ecclésiastique et militaire se trouvent désormais confondus à Naples.  
Bien qu'Athanase II jouisse désormais d'un grand prestige auprès du Pape et que les napolitains jurent solennellement de combattre les arabes, il ne reçoit pas l'aide promise par Jean VIII contre les bandes de musulmans qui infestent la Campanie. Le Pape tente de se concilier l'évêque en vain puis l'excommunie en avril 881. En 882 après la mort de Jean VIII, l'évêque Athanase II organise à son profit une paix entre les lombards et en 884 il attaque de nouveau Capoue après avoir fait la paix avec les Sarrazins qui ont dévasté Naples pour attaquer Salerne. À la même époque il repousse également les prétentions byzantines à l'hégémonie régionale.  
Malgré les succès militaires en Campanie du Stratège Nicéphore Phocas l'Aîné, Athanase II maintient son alliance avec les arabes d'Agropolis. Il menace même le nouveau prince de Salerne, Guaimar, qui avait succédé à son père Guaifer de Salerne, retiré en 880 au Mont-Cassin. Guaimar sollicite la protection du représentant de l'empire byzantin ce qui incite Athanase à faire de même et à recevoir un corps d'auxiliaires byzantins. Il se réconcilie avec le nouveau Pape et réussit à chasser les envahisseurs  du Golfe de Naples. En 885 il tente en vain de nouveau de s'emparer de Capoue avant de faire alliance avec Guy IV de Spolète et en 886 avec le futur comte de Capoue, Athenolf lorsque ce dernier intrigue pour prendre le pouvoir.  
Le long règne d'Athanase II, au demeurant fin lettré, permet au duché de Naples de devenir une puissance nouvelle qui n'hésite pas à s'allier aux Sarrazins et à défier l'excommunication de Rome. Athanase II meurt en mars/avril 898 après un règne de 20 ans 3 mois et 29 jours. Il a comme successeurs comme évêque de Naples, son oncle le vieil Étienne III (898-907), ancien évêque de Sorrente qui connaît le grec et le latin et comme duc son cousin Grégoire IV de Naples, mais ce dernier plein de déférence pour le vieillard  lui laisse jusqu'à son décès en 907 exercer la prééminence de facto dans le pouvoir

## Postérité
D'un union ou liaison avec une inconnue Athanase II laisse deux filles :
- Gemma épouse vers 897/898 Landolf Ier de Bénévent ;
- Eupraxia épouse un de ses parents « Stephanus fils de Iohannes ».

## Sources
- Jules Gay L'Italie méridionale et l'Empire byzantin depuis l'avènement de Basile Ier jusqu'à la prise de Bari par les Normands (867-1071) Albert Fontemoing éditeur, Paris 1904 p. 636.
- Thomas Granier. « Napolitains et Lombards aux VIIIe – XIe siècles. De la guerre des peuples à la guerre des saints en Italie du Sud ». Dans: Mélanges de l'Ecole française de Rome. Moyen-Age, Temps modernes T. 108, no 2. 1996. p. 403-450.
- Venance Grumel, Traité d'études byzantines, vol. I : La chronologie, Paris, Presses universitaires de France, 1958, 587 p. (lire en ligne).
- Christian Settipani, Continuité des élites à Byzance durant les siècles obscurs. Les princes caucasiens et l'Empire du VIe au IXe siècle, Paris, de Boccard, 2006, 634 p. [détail des éditions] (ISBN 978-2-7018-0226-8).